# Джиммі Росс
Джи́ммі Росс (англ. Jimmy Ross; 28 березня 1866, Единбург — 12 червня 1902) — шотландський футболіст, що грав на позиції нападника, зокрема за «Престон Норт-Енд», «Ліверпуль» та «Манчестер Сіті».
Дворазовий чемпіон Англії. Володар Кубка Англії з футболу. 

## Ігрова кар'єра
Починав грати у футбол за команду «Сент-Бернардс» з рідного Единбурга. Восени 1883 року відвідував гру англійської команди «Престон Норт-Енд», за яку грав його старший брат Нік. У престонців не вистачало гравців і молодшого Росса запросили зіграти на полі. У цій експромтній дебютній грі 17-річний Джиммі забив два з чотирьох голів «Престона» і був запрошений приєднатися до клубу. Погравши деякий час за резервну команду, невдовзі став одним з основних нападників головної команди клубу.
1888 року було започаткований загальноанглійський футбольний чемпіонат під егідою новоствореної Футбольної ліги Англії. «Престон Норт-Енд» продемонстрував потужну гру і, не програвши жодної гри, став першим в історії чемпіоном Англії. Наступного сезону команді вдалося захистити чемпіонський титул, а Росс до другого чемпіонського титулу додав і звання найкращого бомбардира сезону, забивши 24 голи.
Згодом протягом 1894–1898 років грав за «Ліверпуль» і «Бернлі».
1898 року перейшов до друголігового «Манчестер Сіті», за який відіграв 3 сезони. Був змушений завершити ігрову кар'єру 1901 року через проблеми зі здоров'ям. У гравця розвилося інфекційне захворювання шкіри, яке невдовзі спричинило його передчасну смерть. Помер 12 червня 1902 року на 37-му році життя.

## Титули і досягнення
- Чемпіон Англії (2):

«Престон Норт-Енд»: 1888/89, 1889/90
- Володар Кубка Англії з футболу (1):

«Престон Норт-Енд»: 1888/89
- Найкращий бомбардир Футбольної ліги Англії (1):

1889/90 (24 голи)